# Aphanipathidae
Famille
Aphanipathidae est une famille de coraux dans l'ordre Antipatharia.

## Description et caractéristiques
Les spécimens de cette famille sont courts, les tentacules de leurs polypes, émoussés, ont tendance à être uniforme. Leurs épines squelettiques vont de la forme conique à cylindrique et ont généralement des tubercules coniques. Contrairement aux antipathidae, les membres de cette famille ne sont pas entaillés ou ramifiés à l'extrémité.
Cette famille se divise en deux sous-familles : Aphanipathinae et Acanthopathinae.

## Liste des genres
| Selon World Register of Marine Species (9 décembre 2015) : - sous-famille Acanthopathinae Opresko, 2004 - genre Acanthopathes Opresko, 2004 - genre Distichopathes Opresko, 2004 - genre Elatopathes Opresko, 2004 - genre Rhipidipathes Milne Edwards & Haime, 1857 - sous-famille Aphanipathinae Opresko, 2004 - genre Aphanipathes Brook, 1889 - genre Asteriopathes Opresko, 2004 - genre Phanopathes Opresko, 2004 - genre Pteridopathes Opresko, 2004 - genre Tetrapathes Opresko, 2004 | Selon ITIS (9 décembre 2015) : - genre Acanthopathes Opresko, 2004 |

## Source
- (en) Cet article est partiellement ou en totalité issu de l’article de Wikipédia en anglais intitulé « Aphanipathidae » (voir la liste des auteurs).